# Гаврюшенко Атталія Матвіївна
Атталія Матвіївна Гаврюшенко (7 січня 1927, м. Охтирка, нині Сумська обл. — 4 червня 2013,  м. Рівне) — українська режисерка та акторка. Режисерка народного аматорського молодіжного театру. Почесна громадянка Рівного (2012).

## Життєпис
Народилася 7 січня 1927 року у сім’ї директора Охтирської дитячої колонії, письменника, члена літературної організації «Плуг» Матвія Лукича Довгополюка та вчительки Анни Михайлівни. У 1937 році батько був заарештований як «ворог народу» і загинув в таборі ГУЛАГу.
У 15 років Атталія захопилася театральним мистецтвом. Працювала акторкою Охтирського драматичного театру; у 1945—1958 рр. — акторкою Тернопільського драматичного театру, де зустріла Анатолія Гаврюшенка, з яким одружилася.
1950 року закінчила Кременецький педагогічний інститут (нині Тернопільський національний педагогічний університет імені Володимира Гнатюка).
До 1966 року була акторкою Дрогобицького, Коломийського, Сумського театрів, згодом з родиною переїхала до Рівного. Довгий час працювала провідною артисткою у Рівненському обласному академічному музично-драматичному театрі.
Понад 40 років керувала народним аматорським молодіжним театром (колишній студентський театр Рівненського педінституту, який нині базується у Палаці культури «Текстильник» міста Рівне). Іноді сама грала у виставах очолюваного нею театру — зокрема, у «Поминальній молитві». У 2007-му вона зіграла головну роль у комедії власної постановки «Дивна місіс Севідж».
Померла 4 червня 2013 року.

## Вибрані ролі
- Нора (в однойменній п’єсі Г. Ібсена),
- Палагна («Тіні забутих предків» за М. Коцюбинським),
- Мати («Маруся Богуславка» М. Старицького).

## Відзнаки
- Почесний знак «За заслуги перед містом» II ступеню (2005)

- Звання Почесний громадянин міста Рівного (2012)[4]

## Увічнення пам′яті
Нині Народний молодіжний театр, створений Атталією Гаврюшенко, носить її ім′я.
У січні 2024 року у Рівному відкрили пам’ятний знак (меморіальну дошку) на честь подружжя Атталії та Анатолія Гаврюшенків (автор Микола Сівак).